# Grant (SQL)
Grant — оператор мови SQL, який дозволяє керувати доступом користувачів до бази даних.
Команда GRANT використовується для призначення привілеїв користувачам.

## Синтаксис команди GRANT
- system_priv - системний привілей

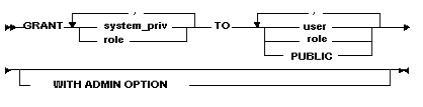
Синтаксис команди GRANT

- role - роль — набір відповідних повноважень, які адміністратор може колективно надавати користувачам та іншим ролям
- user - користувач
- PUBLIC - привілей передається всім користувачам
- WITH ADMIN OPTION - якщо надані системні повноваження або ролі, то параметр дозволяє користувачеві передати повноваження або роль іншим користувачам або ролям

Спрощений синтаксис GRANT для SQL Server і Azure SQL Database:
```
GRANT
 
{
 
ALL
 
[
 
PRIVILEGES
 
]
 
}

      
|
 
permission
 
[
 
(
 
column
 
[
 
,...
n
 
]
 
)
 
]
 
[
 
,...
n
 
]

      
[
 
ON
 
[
 
class
 
::
 
]
 
securable
 
]
 
TO
 
principal
 
[
 
,...
n
 
]

      
[
 
WITH
 
GRANT
 
OPTION
 
]
 
[
 
AS
 
principal
 
]

```

Синтаксис для Azure SQL Data Warehouse і Parallel Data Warehouse:
```
GRANT
 
<
permission
>
 
[
 
,...
n
 
]

      
[
 
ON
 
[
 
<
class_type
>
 
::
 
]
 
securable
 
]

      
TO
 
principal
 
[
 
,...
n
 
]

      
[
 
WITH
 
GRANT
 
OPTION
 
]

[;]

<
permission
>
 
::
=
 
{
 
див
.
 
таблиці
 
нижче
 
}

<
class_type
>
 
::
=
 
{
 
LOGIN
 
|
 
DATABASE
 
|
 
OBJECT
 
|
 
ROLE
 
|
 
SCHEMA
 
|
 
USER
 
}

```

## Аргументи
ALL
Цей параметр застарів і збережений тільки для підтримки зворотної сумісності. Він не надає всі можливі дозволи. Видача дозволу ALL еквівалентна наданню наступних дозволів.
PRIVILEGES
Включено для забезпечення сумісності з вимогами ISO. Не змінює роботу ALL.
дозвіл
Ім'я дозволу. Допустимі зіставлення дозволів об'єктів, що захищаються, зазначені у наступних пунктах.
стовпчик
Вказує ім'я стовпчика таблиці, на який надається дозвіл. Необхідні дужки ().
клас
Вказує клас об'єкта, що захищається, для якого надається дозвіл. Кваліфікатор області :: є обов'язковим.
захищається
Вказує, що захищається, на який надається дозвіл.
GRANT OPTION
Показує, що отримувач дозволу матиме можливість надавати цей самий дозвіл іншим учасникам.
AS учасника
Використовуйте основний AS, щоб указати, що учасник, котрий надасть дозвіл, має бути іншим учасником, ніж той, що виконує інструкцію.